# 자살토끼
《자살토끼》(영어: The Book of Bunny Suicides: Little Fluffy Rabbits Who Just Don't Want To Live Any More)는 2003년 앤디 라일리가 그린 블랙 코미디 베스트셀러 만화이다.

## 개요
이 책의 만화들에는 한마리 혹은 여러마리의 토끼가 자살을 하기 위해 여러 가지 도구와 아이디어를 사용하는 모습이 보인다. 회전문, 칼, 토스터기, 폭탄, 제트엔진, 프로펠러 등을 자살도구로 사용한다. 남자친구와 헤어진 여자에게 멜로영화 보여주기, 최고속도 측정지역에 서 있기, 잠자는 사냥개 꼬리 누르기, 대포 안에 들어가기 등 웃긴 아이디어들도 있다. 또한 이 책에서는 Wicker Man의 패러디 장면(불타는 인형위에 있기)이나, 노아의 방주에 안들어가고 선탠 즐기기, 스타트랙의 순간이동장치에 절반만 들어가기, 스타 워즈의 다스베이더 앞에서 오비완 캐노비인 척하기 등과 같은 여러 패러디들이 보인다.
이 책에서는 토끼들이 죽은 모습을 보여주지 않고, 독자들이 토끼가 죽기 위해서 세운 계획을 보는 형식을 취하고 있다.
2004년 이 책의 후속작으로 《돌아온 자살토끼》(Return of the Bunny Suicides)가 나왔다. 이 책은 인터넷에서 불법 스캔판을 많이 만들어 내었으며, 디지털 밀레니엄 저작권법의 중지권의 예고로 인해서 더욱 확산되기도 하였다. 만화가인 Liu Gang은 이 작품에 영향을 얻어 그의 만화인 Suicide Rabbit을 만들기도 하였다.
미국 오리건 주에서 고등학교 자녀를 둔 어머니가 자녀가 빌려온 자살토끼 책을 보고 이 책을 없애버리자고 논쟁을 벌이기도 하였다.